# Telespalla Bob
Robert Onderdonk Terwilliger Jr., meglio noto come Telespalla Bob (Sideshow Bob), è un personaggio immaginario della serie animata I Simpson, caratterizzato dalla pettinatura che ricorda la chioma delle palme. In originale viene doppiato dall'attore Kelsey Grammer mentre in italiano da Gianni Giuliano.
Assieme a Mr. Burns è il cattivo più ricorrente della serie, rivestendo il ruolo di arcinemico di Bart Simpson e di Krusty il Clown. Spesso dimostra di essere una persona incredibilmente colta, poliglotta, amante del teatro, dell'opera lirica e dotata di grande gusto estetico. Bob è estremamente pieno di sé e questa sua caratteristica fa sì che i suoi piani vadano sempre a monte.

## Biografia del personaggio

### Giovinezza
Dell'infanzia di Telespalla Bob si sa ben poco. Il padre, Robert Terwilliger Sr., è un dottore, mentre la madre, Donna Judith Onderdonk, è una famosa attrice shakespeariana.
Ha un fratello minore di nome Cecil il cui sogno era quello di diventare la nuova Telespalla di Krusty il Clown. Bob, che lo accompagnò al provino, rimase involontariamente coinvolto in un lancio di torte e la sua goffaggine e l'assurda capigliatura lo fecero assumere al posto di suo fratello che per questo gli serbò odio.

### La vita da Telespalla
Dalla collaborazione con Krusty, Bob ha ottenuto in primo luogo il nome di Telespalla. Per tutti gli anni trascorsi con Krusty, Bob non ha fatto altro che essere lo zimbello del programma, i cui compiti principali erano essere sparato da un cannone o suonare uno zufolo. Celando il suo odio per Krusty, Bob alla fine cerca di incastrarlo per una rapina al Jet Market. Una volta incolpato il clown, Bob trasforma lo show in un acculturato programma di approfondimento per ragazzi. Il suo piano, però, viene sventato da Bart Simpson, aiutato da sua sorella Lisa. Questo fatto fa nascere l'odio tra i due.

### Il matrimonio con Selma Bouvier
Una volta arrestato, Bob trascorre la vita facendo ribollire l'odio per Krusty e per Bart. Ma dal programma di corrispondenza con detenuti qualcuno gli scrive: Selma Bouvier, sorella di Marge Simpson, mossa dalla solitudine. Accantonando allora la vendetta, l'ex Telespalla diviene un prigioniero modello e, una volta scontata la pena, inizia a frequentare Selma, fino a chiederle di sposarla.
Il matrimonio, però, altro non è che parte di un complicato piano per uccidere Selma ed ereditarne il piccolo patrimonio. Ma, ancora una volta, il piccolo Bart Simpson sconvolge i piani di Telespalla Bob e riesce a impedire l'omicidio. Bob è nuovamente arrestato e condannato per tentato omicidio, giurando vendetta e di portarla a termine una volta che i Democratici torneranno al potere e rimetteranno in libertà per le strade lui e tutti i suoi amici criminali.

### Bob e Bart
(Bart nella puntata Il grande schifoso detective)
Dopo il secondo arresto, Bob evade o viene rilasciato più volte e durante le sue uscite il suo principale obiettivo sarà vendicarsi di Bart. Tuttavia, non sono quelli gli unici moventi di Bob.
Dopo un periodo di detenzione, egli riesce a ottenere la libertà vigilata a causa dell'imperizia della polizia locale. Accantonando tutti i suoi progetti, si dedica alla vendetta contro Bart, al quale mandava lettere minatorie scritte col sangue quando era ancora in carcere. Dopo le prime minacce di Bob, ai Simpson viene data una nuova identità, quella della famiglia Thompson e vengono trasferiti al Lago Orrore. Telespalla Bob li trova e riesce a mettere Bart alle strette. Ma, ingannandolo, il ragazzino riesce a consegnarlo nuovamente alla polizia.
Tornato in carcere, Telespalla Bob, con l'appoggio del Partito Repubblicano e di una potente radio, riesce a essere liberato sotto libertà vigilata. In seguito, si candida a sindaco di Springfield per i repubblicani contro Joe Quimby. Grazie a un broglio elettorale, Bob viene eletto con il 100% dei voti e utilizza la sua influenza per rovinare i Simpson: umilia Bart rimandandolo all'asilo e tenta di far demolire casa Simpson, costruendo al suo posto un'autostrada sopraelevata. Bart e Lisa, però, con l'aiuto di Smithers, riescono a farlo confessare. Egli viene arrestato per la quarta volta.
In seguito, Bob riesce a eludere la sicurezza e a evadere. Egli, disgustato dall'infimo livello dei programmi TV, decide di rubare un ordigno nucleare e di lanciare un ultimatum a Springfield: tutte le trasmissioni dovranno essere interrotte per sempre o la città sarà distrutta. Springfield è nel panico, ma il sindaco decide che bisogna accontentare Bob. Krusty, non essendo d'accordo, raggiunge una casupola nel deserto, da dove riesce a trasmettere 24 ore su 24. Intanto, ancora una volta, Lisa e Bart sventano i piani di Bob (anche perché la sua bomba è inutilizzabile, datata 1959, e senza combustibile nucleare). Bob, allora, ruba l'aereo dei fratelli Wright e rapisce Bart. La sua intenzione è quella di schiantarsi contro la casupola da dove trasmette Krusty. Tuttavia, fallisce nuovamente e viene arrestato.

### Il nuovo incontro con Cecil
Dopo l'ennesima incarcerazione, Bob si ravvede completamente e convince il reverendo Timothy Lovejoy a mettere una buona parola per farlo uscire. Lovejoy lo fa, ma ricontatta anche il fratello di Bob, Cecil, che gli offre un lavoro nel cantiere per una nuova diga che dirige. I rapporti tra i due sono molto tesi e non esitano a lanciarsi frecciate. Tuttavia, il lavoro, almeno apparentemente, procede bene. Bart, però, non è convinto della sincerità di Telespalla Bob, e, insieme a Lisa, lo segue e cerca di indagare sulle sue mosse. Alla fine, i due scoprono delle truffe nella costruzione della diga, ma Bob è innocente: Cecil, per vendicarsi del fratello, lo aveva accolto solo per avere un capro espiatorio per i suoi reati fraudolenti. Cecil rinchiude suo fratello e i due Simpson nella diga, dopodiché ne predispone l'esplosione. I tre riescono a fuggire e mettono K.O. Cecil. La polizia, però, per via della nomea di Bob, arresta anche lui senza motivo.

### La vendetta contro Krusty
(Telespalla Bob nell'episodio il giorno dello sciacallino)
In seguito, torna a bollire l'antico odio di Bob per Krusty, il quale annuncia di aver cancellato tutti i suoi vecchi show. Il clown annuncia anche il suo ritiro dalle scene. Bob riesce velocemente a ottenere la libertà vigilata (ancora una volta) e diventa annunciatore nella scuola di Bart. Il suo piano è una doppia vendetta: ipnotizzare Bart per fargli indossare una cintura esplosiva e mandarlo contro Krusty come un kamikaze. Dopo numerose sedute, Bob riesce nel suo intento, asservendo completamente Bart al suo volere. Durante lo show di addio per Krusty, Bob ordina a Bart di compiere la sua missione suicida. Poco prima dell'esplosione, però, Krusty fa pubblicamente le sue scuse a Bob. Questo crea ripensamenti nel criminale, che sventa l'omicidio da lui stesso progettato. Così il clown e la sua Telespalla si riconciliano. Bob viene arrestato per l'ennesima volta e processato con l'accusa di tentato omicidio.
Dopo il settimo arresto, Bob rimane in prigione finché non viene fatto uscire dalla polizia e ingaggiato da Homer come consulente per scoprire chi è l'assassino che sta cercando di ucciderlo. Bob è tenuto sotto controllo dai Simpson tramite un ordigno, attaccato alla sua caviglia, che emette una scarica elettrica. Durante il suo breve soggiorno fuori dal carcere, Bob raccoglie indizi, individua il killer e salva Homer da una trappola mortale. Dopo un inseguimento, Bob riesce a consegnare l'assassino (che si rivela essere Frank Grimes Jr.) alla polizia. La sera prima del ritorno in carcere, Bob si impadronisce del telecomando della cavigliera e tenta di uccidere Bart. Pur avendolo alla sua mercé, Bob decide di lasciarlo vivere, perché tra i due nemici giurati si è creato un complicato rapporto di odio-amore. Infine, fugge.

### La fuga in Italia e la nuova famiglia
(Bob ai Simpson ne Il Bob italiano)
Stanco dei continui fallimenti nel tentativo di uccidere Bart, Bob decide di prendersi un periodo di riposo andando a vivere in Italia. Raggiunge una piccola cittadina toscana chiamata Salsiccia, dove riesce a diventare amico degli abitanti (con i suoi piedi grossi schiacciava l'uva per il vino con grande abilità), che, alla fine, lo eleggono sindaco. Telespalla Bob vuole lasciarsi alle spalle la sua carriera criminale e nell'episodio lo si vede addirittura sposato con una donna italiana, Francesca, e con un figlio, Gino, ovviamente quasi identico al padre sia per carattere che per i capelli. La sua nuova vita viene rovinata quando giungono in città i Simpson: nonostante la buona accoglienza che gli riserva e il desiderio di dimenticare i passati rancori, Lisa Simpson si ubriaca e involontariamente gli strappa la camicia, rivelando sotto di essa la divisa del carcere. Bob è costretto a lasciare la città giurando eterna vendetta verso i Simpson e a lui si aggiungono anche la moglie e il figlio, intenzionati a vendicare l'onore della famiglia (un tipico stereotipo dei mafiosi italiani).

### La finta morte
Dopo la fuga dei Simpson dall'Italia, Bob torna a Springfield con la moglie e il figlio per uccidere definitivamente la famiglia del suo nemico giurato; dopo averli attirati in una trappola, viene sconfitto e arrestato a causa di un imprevisto, e al processo cerca di convincere la giuria, grazie alla testimonianza del padre, di essersi ormai trasformato in una vittima, e tenta di far ricadere tutta la colpa su Bart, accusato di perseguitarlo senza sosta. A un certo punto del processo, Bob estrae una fiala di nitroglicerina, ma Bart, temendo che voglia far esplodere l'aula, prontamente gliela sottrae, ed è a questo punto che interviene la madre, rivelando che la nitroglicerina serviva al criminale per curare un difetto cardiaco che lo affliggeva sin dall'adolescenza; Bob cade a terra morto, e Bart viene accusato di omicidio. Al funerale di Telespalla Bob sono presenti tutti i conoscenti di Bob, la famiglia (incluso il fratello Cecil), la vedova Francesca e il figlio, i compagni clown, Krusty, il compagno di cella Serpente e perfino un'anziana donna toscana già presente ne Il Bob italiano: Marge cerca di convincere Bart a essere triste e magari a chiedere scusa a Bob prima della cremazione, e il ragazzo, in un primo momento decisamente contrario, decide di andare all'agenzia di pompe funebri a chiedere scusa al cadavere di Bob, pronto per essere cremato; improvvisamente, però, Bob si alza dalla bara, vi scaraventa Bart e la spinge nel forno crematorio, ma, grazie a un'intuizione di Lisa, i Simpson arrivano giusto in tempo per salvare Bart e far arrestare il criminale e la sua famiglia, complice: si scopre, infatti, che la morte di Bob era stata una farsa organizzata dal criminale, con l'ausilio di tutta la sua famiglia, per uccidere definitivamente Bart. Nel finale si vede Bob, completamente impazzito, in carcere, insieme ai suoi famigliari, che sogna di uccidere a coltellate i Simpson saltando fuori da una torta gigante che la famiglia Simpson si stava apprestando a mangiare per celebrare il decimo piano malvagio del criminale, nuovamente vanificato.

### Il trapianto facciale
I Simpson hanno un nuovo vicino di nome Walt Warren, che è uscito poco tempo prima di prigione, poiché ha commesso reati minori; nonostante sembri una persona calma e tranquilla, Bart è terrorizzato dalla sua voce che è identica a quella di Telespalla Bob. Marge, per rassicurare il figlio, lo porta nel carcere di Springfield dove si trova Telespalla Bob, recluso nella cella di isolamento, che scrive sulle pareti "Bart Simpson morirà". Rassicurato dal fatto che Bob è ancora in galera, Bart accetta di andare a vedere una partita di baseball con il suo vicino; nel frattempo, Telespalla Bob evade dal carcere e si dirige verso la casa dei Simpson ma, una volta immobilizzato da Homer, egli ammette di essere Walt Warren, spiegando che Telespalla Bob, sapendo che Walt sarebbe stato liberato nel giro di poco tempo, ha eseguito un'operazione chirurgica per scambiare i loro volti, così da poter uccidere Bart. Una volta che anche Bob confessa a Bart lo scambio delle facce, porta quest'ultimo ai cinque angoli (parodia del Monumento dei Quattro Angoli realmente esistente) per creare il delitto perfetto. Poco prima di compiere il delitto, però, arriva la polizia di Springfield, che conosceva l'esatta posizione di Bob poiché Bart, ancora diffidente nei confronti del vicino, aveva chiesto di controllare gli spostamenti di Walt Warren.
Nota: Nell'adattamento italiano dell'episodio in questione intitolato Il Bob vicino di casa, la battuta di Bob riferita al libro Harry Potter e il principe mezzosangue è stata erroneamente tradotta in "È un libro per bambini di 4 anni" invece di "È un libro di/uscito 4 anni fa".

### La carriera scientifica
Bob, nuovamente in libertà vigilata, viene assunto dall'azienda "Monsarno" (parodia della Monsanto) come cavia da laboratorio. Facendo rapidamente carriera, diventa lo scienziato a capo della ricerca sui prodotti OGM. Viene affiancato a Lisa per una ricerca, scoprendo una passione comune per Walt Whitman. Tuttavia, durante una gita a un museo, si viene a sapere che Bob ha modificato il suo DNA, diventando un superumano a tutti gli effetti, e ha intenzione di unire il DNA di grandi geni del passato al suo, al fine di superare in saggezza persino Whitman e diventare il dittatore del mondo. Tuttavia Bart, credendo che Bob volesse uccidere la sorella, inizia a infastidirlo, ottenendo come risultato la furia omicida di Bob. Fermato dai genitori di Bart, capisce la follia del suo piano e tenta di suicidarsi gettandosi in acqua, dimenticandosi di essersi impiantato geneticamente le branchie.
Gone Boy
Parodia del romanzo thriller "Gone Girl" Bob sta raccogliendo la spazzatura per il servizio alla comunità con altri uomini. Tuttavia, una volta terminato il lavoro, la famiglia Simpson lo investe con un'auto a noleggio. Dopo aver terminato il tempo di noleggio e il carburante, Homer va con Bart a giocare. Tuttavia, Bart ha bisogno di fare pipì e va nella foresta, cadendo in un tombino. Bart si ritrova in uno strano bunker, dove trova apparecchiature elettroniche, che sembrano essere un'installazione militare. Bart cerca di scappare, ma la scala cede. Milhouse trova l'ingresso, ma non riesce ad aiutarlo.
La famiglia e il dipartimento di polizia di Springfield, così come Bob e gli altri detenuti, iniziano a cercare Bart nella foresta, ma il capo Winchester e i suoi colleghi agenti di polizia falliscono come al solito. La notizia afferma che Bart è morto, ma Milhouse non riesce a portare la buona notizia a favore dell'affetto di Lisa e Bob fatica ad accettarla. Quando Bart trova un telefono nel bunker, chiama Marge per assicurarle che è vivo.
Quando Milhouse esce di casa dopo aver ricevuto altri abbracci da Lisa, Bob lo costringe a portarlo da Bart con la famiglia subito dietro. Bob spinge Milhouse giù dal tombino e poi lo segue immediatamente. Homer e il nonno non riescono a trovarli ancora una volta mentre Bob li lega a un missile Titan II e cerca di lanciarli e ucciderli entrambi. Presto cambia idea e li salva su consiglio del terapista carcerario ferito, mentre il missile si schianta vicino alle altre sculture mentre tre persone ridono del nome Norad. Tornato in prigione, Bob inizia la sua terapia carceraria, promettendo di fare del bene una volta scontate le sue condanne all'ergastolo.
Molti anni dopo, Bob si è ritirato in un faro appartato mentre un postino consegna la sua posta.

### Altre apparizioni
Telespalla Bob ha ricoperto molte volte ruoli secondari all'interno di molti episodi o ha fatto semplicemente dei cameo. Alcuni esempi risalgono a due episodi della ventiseiesima stagione: il primo è "Depressioni di un clown", in cui afferma di essere dispiaciuto per la morte del padre di Krusty durante una festa di consolazione, mentre il secondo è "Incendiato e Confuso" dove incontra verso il termine dell'episodio Jack Lassen, un ex professore violento e psicopatico della Scuola elementare di Springfield, licenziato per colpa di Bart e assunto come guardia carceraria. Insieme, i due decidono di progettare un piano per vendicarsi del ragazzo, ma Bob, dopo aver sentito da Lassen che sarà lui a compiere il colpo di grazia, sceglie di non accettare l'accordo.
Bob appare, inoltre, nella prima storia de La paura fa novanta XXVI della ventisettesima stagione (il primo special di Halloween in cui appare), in cui riesce finalmente, dopo anni di fallimenti, a uccidere Bart, anche se la morte di quest'ultimo durerà solo per la puntata in questione.

## Concezione e sviluppo

### Creazione

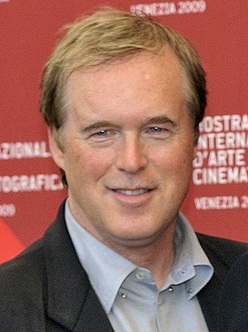
Brad Bird, regista, animatore, sceneggiatore e produttore, ha contribuito a migliorare il carattere di Telespalla Bob.

La prima apparizione di Telespalla Bob avviene nell'ottavo episodio della prima stagione, La testa parlante. In questa breve apparizione, Bob ha un aspetto molto semplice rispetto a quello che assumerà nel proseguimento della serie e una personalità meno marcata. Il design originale di Bob compare per la prima volta nell'episodio Krusty va al fresco. In questo episodio, Brad Bird migliorò anche il carattere di Bob, rendendolo più elegante e raffinato, in modo che il personaggio potesse adattarsi alla vocalità del suo doppiatore, Kelsey Grammer. Dopo i miglioramenti apportati al personaggio, gli animatori tentarono di ridisegnare il personaggio nell'episodio La testa parlante, ma non vi riuscirono per mancanza di tempo.
Nella prima metà dell'episodio Krusty va al fresco, Bob ha un tono di voce diverso per nascondere il suo lato malvagio. Quando Bob viene scoperto un criminale, la sua voce cambia tono e diventa più raffinata e colta. Ciò è servito per sorprendere lo spettatore. Durante la realizzazione della puntata Krusty va al fresco, gli autori avevano pensato a James Earl Jones come doppiatore di Bob, ma alla fine la scelta ricadde su Kelsey Grammer. Per la voce di Bob, Grammer si è ispirato a quella del regista Ellis Rabb, con cui aveva lavorato in precedenza.
Il nome completo di Telespalla Bob è Robert Onderdonk Terwilliger. Il suo cognome è stato rivelato nell'episodio Il vedovo nero, mentre il suo secondo nome in Telespalla Bob Roberts. Il nome "Terwilliger" deriva secondo alcuni da quello del Dr. Terwilliker dal film The 5,000 Fingers of Dr. T., secondo altri da quello del sergente Terwilliger e della signora Onderdonk nell'episodio pilota della serie Hunter; lo stesso Matt Groening afferma però nel documentario The Simpsons 20th Anniversary Special - In 3-D! On Ice! che il suo cognome è stato ispirato, come molti altri, dal nome di una strada della città di Portland in Oregon, Terwilliger Boulevard.

### Sviluppo del personaggio
Dalla terza stagione in poi, gli sceneggiatori hanno paragonato la lotta tra Bob e Bart a quella di Wile Coyote e Beep Beep, famosi personaggi delle serie a cartoni animati Looney Tunes e Merrie Melodies. Il produttore esecutivo dei Simpson, Al Jean, ha paragonato Bob a Wile Coyote in quanto entrambi sono molto intelligenti, ma falliscono sempre nel loro obiettivo. Inoltre, sempre a partire dalla terza stagione, gli autori sviluppano ancora di più la personalità del personaggio. Decisero anche che, in ogni episodio in cui era presente Bob, dovevano essere riassunte tutte le azioni malvagie del personaggio. Tale regola venne abbandonata a partire dall'episodio Fratelli coltelli. Un'altra regola stabiliva che, al termine di ogni episodio, Bob doveva tornare in carcere. Anche questa regola venne infranta, precisamente negli episodi Il grande schifoso detective e Il Bob italiano.